# Pere Teixidor
|  | Per a altres significats, vegeu «Pere Teixidor i Elies». |

Pere Teixidor (finals s. XIV - ~1448) va ser un pintor gòtic actiu a Lleida entre 1397 i 1446. Podria tractar-se del pintor identificat com a Mestre d'Albatàrrec. Va ocupar un lloc important dins el panorama de la pintura lleidatana des del 1397, quan apareix per primera vegada, fins al 1446, és a dir, dins el període del gòtic internacional. Per aquest motiu, és factible que, almenys una part de les obres anònimes conservades, podria procedir del seu taller, que va tenir continuïtat de la mà del seu fill Tomàs Teixidor un cop mort Pere Teixidor vers el 1448. Els Teixidor treballaven i residien al Cappont, al Carrer de la Trinitat de Lleida on participaven d'altres pintors associats. Un d'aquests va ser Joan Solivella, fill de Guillem Solivella escultor i mestre d'obra de la seu lleidatana entre el 1378 i el 1404. Es tracta d'un pintor de no gaire relleu que el 1441 consta cobrant per tasques relacionades amb el repintat del retaule major, al costat de Pere Teixidor i Jaume Ferrer II, i el 1461 sembla encara actiu al costat de Tomàs Teixidor. Un altre possible membre d'aquest taller hauria pogut estar el pintor Joan de Sant Martí. Amb la família Ferrer el podria haver unit una relació familiar, ja que el 1396 constava documentat un Pere Teixidor nebot del pintor Guillem Ferrer que treballava a Morella.